# Евклидова геометрия
Геометрията на Евклид е система, разработена в Египет от древногръцкия математик Евклид от Александрия. Неговото съчинение „Елементи“ е най-ранният завършен системен текст относно геометрията, превърнал се в една от най-влиятелните книги в историята на човечеството.
Евклид въвежда малък брой аксиоми и въз основа на тях доказва много други твърдения (теореми). Въпреки че много от резултатите на Евклид са били установени от други гръцки математици преди него, той пръв е показал как тези твърдения могат да се атакуват заедно в една обща дедуктивна и логическа система.
„Елементите“ на Евклид започват с равнинна геометрия и съдържат първите примери за математически доказателства. Те включват и пространствена геометрия в тримерно пространство, наричана още стереометрия. Евклидовата геометрия е разширена и за някои крайни измерения. Голяма част от „Елементите“ съдържа резултати от днешната теория на числата, доказани с геометрични методи.
За повече от 2000 години геометрията на Евклид не бе променяна, понеже никой не можеше да си представи съществуването на други видове геометрии. Аксиомите на Евклид са очевидни, ежедневната практиката ни убеждава по абсолютен начин във верността им.
В евклидовата геометрия, изложена в съчинението на Евклид „Елементи“, той се стреми да изведе от 5 аксиоми и 5 постулата всички останали геометрични твърдения. Геометрите след него се затрудняват от сложността на Петия постулат и векове се опитват да го докажат като теорема въз основа на останалите четири. Оригиналната формулировка на този постулат е следната:
Ако една права линия пада върху две прави линии така, че вътрешните ъгли от едната страна са заедно по-малки от два прави ъгъла, то правите линии, ако се продължат безкрайно, се срещат от страната, от която ъглите са по-малки от два прави ъгъла.
Други математици дават по-опростени еквивалентни формулировки на този „постулат на успоредността“. Например, ако са дадени права l и точка A, нележаща на нея, то през A може да се прекара само една права, успоредна на l (аксиома на успоредните прави).
Лобачевски приема аксиомата за успоредните прави на Евклид като ограничение. Според него тя е твърде силно изискване, което ограничава възможностите да се описват свойствата на пространството. Той заменя тази аксиома с по-общото твърдение, че в равнината през точка, нележаща на дадена права, минава повече от една права, която не пресича дадената права. Въз основа на това твърдение той изгражда нова геометрия, коренно различна от евклидовата, която днес заслужено носи неговото име.
Лобачевски не е единственият изследовател в тази нова област на математиката. Независимо от него унгарският математик Янош Бояй публикува през 1832 г. свой труд на тема неевклидова геометрия. Великият немски математик Гаус по същото време стига до резултатите на Лобачевски, но се страхува от неразбиране и не публикува изследванията си. Той оценява високо постигнатото от Лобачевски.
Днес са известни много неевклидови геометрии, създадени в началото на XIX век. Вече знаем, че Евклидовите аксиоми не са в сила при движения със скорости, доближаващи скоростта на светлината. Доказва го общата теория на относителността, потвърдено е и от наблюдения и опити. Те са валидни само за свойствата на физическото пространство в гравитационно поле.
Евклидовата геометрия се основава на следните 22 аксиоми:
- Е1: Съществуват поне две различни точки.
- Е2: С всеки две различни точки е инцидентна точно една права.
- Е3: С всяка права са инцидентни поне две различни точки.
- Е4: За всяка права съществува поне една неинцидентна с нея точка.
- Е5: За всеки три точки, неинцидентни с една права, съществува точно една равнина, инцидентна с тях.
- Е6: С всяка равнина е инцидентна поне една точка.
- Е7: За всяка равнина съществува поне една неинцидентна с нея точка.
- Е8: Ако две точки, инцидентни с една права, са инцидентни с една равнина, то всяка точка, инцидентна с правата, е инцидентна с равнината.
- Е9: Ако две равнини са инцидентни с една точка, то те са инцидентни с още една точка.

- def: С „/“ бележим релацията „между“.

- Е10: Ако А/BC, то А, B, C са три различни колинеарни точки и A/CB.
- Е11: За всеки три различни колинеарни точки е в сила точно една от релациите: A/BC, B/AC, C/AB.
- Е12: Ако О и g са инцидентни точка и права, точките от g, различни от O, се разделят на две непразни множества (лъчи с начало О), като две точки са от различни лъчи тогава и само тогава, когато О е между тях.
- Е13: Ако правата g е инцидентна с равнината α, точките от α, неинцидентни с g, се разделят на две множества (полуравнини с контур g), като две точки A и B са от различни полуравнини тогава и само тогава, когато съществува точка O от g такава, че O/AB.
- Е14: Всяка еднаквост е еднозначно обратимо точково съответствие.
- Е15: Еднаквостите образуват група.
- Е16: Всяка еднаквост запазва релацията „между“.
- Е17: За всеки два репера R и R' съществува точно една еднаквост φ, която трансформира R в R'.
- Е18: Ако една еднаквост запазва лъч, то тя запазва всяка точка от този лъч.
- Е19: За всяка отсечка (AB) съществува еднаквост φ такава, че φ(A)=B и φ(B)=A.
- Е20: За всеки ъгъл <(pq) съществува еднаквост φ такава, че φ(p→)=q→ и φ(q→)=p→.
- E21: Нека ω и ω' са непразни подмножества на отсечката (AB) със свойствата:
  - 1. ω∪ω'=(AB);
  - 2. ако X∈ω, Y∈ω', то X/AY. Тогава съществува точка M∈(AB) такава, че всяка точка от (АМ) принадлежи на ω, а всяка точка от (MB) принадлежи на ω'.
- Е22: Ако M и g са неинцидентни точка и права, съществува най-много една права през М, успоредна на g.

- def: Математическата дисциплина, която се изгражда върху аксиомите Е1, ..., Е21 се нарича * абсолютна геометрия.
- def: Математическата дисциплина, която се изгражда върху аксиомите Е1, ..., Е22 се нарича * евклидова геометрия.